# MC Mario
Pour les articles homonymes, voir Mario et Tremblay.
Mario Tremblay, mieux connu sous son nom de scène MC Mario, né dans les années 1970, est un producteur musical et DJ canadien de musique électronique. Il est notamment connu pour ses séries d'albums Sun Factory (renommés Summer Anthems en 2011) et Mixdown, dont il produit un album chaque année et qui comprend les remixes de titres les plus populaires du moment.
Il signe, en 2011 avec Universal Music, après avoir quitté Sony, auquel il était affilié depuis 14 ans. Son album Summer Anthems 2011 est certifié or par Music Canada.

## Biographie
Mario Tremblay fait des études en équipement acoustique à l'UQAM. Après avoir obtenu son diplôme, il entame sa carrière à la radio dans les années 1980 avec CKMF-FM à Montréal avant de s'installer à CJFM-FM (actuellement Virgin Radio Montréal), en 1990.
Depuis lors, MC Mario a pris la copropriété du Club 1234 où il a également partagé la scène avec des DJ tels que Carl Cox, Bob Sinclar, Axwell et d’autres.
Il est également connu pour être l'hôte de la soirée canadienne no 1 The House Party tous les week-ends à Virgin Radio Montréal.
L'album Summer Anthems 2011 est certifié or par Music Canada le 21 décembre 2011. Parmi ses dernières productions, citons Anti Gravity, Love is Who We Are, Dreamers et Thousand Miles.
En 2017, MC Mario a vendu plus de 3,5 millions d'albums, au Canada seulement, ce qui en fait le 28e artiste canadien le plus vendu au monde,.
Il a également sorti U Gave Me, extrait de son album Summer Anthems 2018, et, avec le single Tears in Heaven, MC Mario s'est joint au label de musique canadien Funktasy. Sa plus récente parution sur le label international est Breakaway en collaboration avec BE1, sortie à l'été 2019.
Il est également le seul DJ canadien à remporter la Coupe Stanley en tant que DJ officiel des Canadiens de Montréal en 1992.

## Discographie
- 1993 : Hits Of The World (Quality Records)
- 1994 : Back to Basics (Quality Records)
- 1994 : The Dance Cycle (Quality Records)
- 1995 : King Size (Quality Records)
- 1995 : Rewinds - It's a Disco World (Polytel)
- 1995 : Feeling Station (Polytel)
- 1996 : Connexion (Polytel)
- 1996 : 100 % Natural Dance (Polytel)
- 1996 : La crème de la crème (Polytel)
- 1996 : Rewind Vol. 2 (Polytel)
- 1997 : Danceteria (Polytel)
- 1997 : Dome Party Mix '97 (Polytel)
- 1997 : Dance 2000 (Sony)
- 1997 : Back Track (Sony)
- 1998 : Mixdown 98 (Sony)
- 1998 : Sun Jammin' 98 (Sony)
- 1998 : Dance 2001 (Sony)
- 1999 : Mixdown 99 (Sony)
- 1999 : '99 In the Sun (Sony)
- 1999 : Dance 2002 (Sony)
- 2000 : Mixdown 2000 (Sony)
- 2000 : Sun Factory (Sony)
- 2000 : 90's Rewind (Sony)
- 2000 : Party Mix (Sony)
- 2001 : Mixdown 2001 (Sony)
- 2001 : Sun Factory 2 (Sony)
- 2001 : MCMARIO.COM (Sony)
- 2001 : 80's Rewind (Sony)
- 2002 : Mixdown 2002 (Sony)
- 2002 : Sun Factory 3 (Sony)
- 2002 : Classic Rewind (Sony)
- 2002 : Party Mix Canada (Sony)
- 2003 : Mixdown 2003 (Sony)
- 2003 : Sun Factory 4 (Sony)
- 2003 : MCMARIO.COM V2.0 (Sony)
- 2004 : Mixdown 2004 (Sony)
- 2004 : Trance Divas (Sony)
- 2004 : Sun Factory 5 (Sony)
- 2004 : Party Mix 2004 (Sony)
- 2005 : Mixdown 2005 (Sony)
- 2005 : Sun Factory 6 (Sony)
- 2005 : Party Mix 2K5 (Sony)
- 2006 : Mixdown 2006 (Sony)
- 2006 : Sun Factory 7 (Sony)
- 2006 : Party Mix 2K6 (Sony)
- 2007 : Mixdown 2007 (Sony)
- 2007 : Sun Factory 8 (Sony)
- 2007 : Most Wanted 2007 (Sony)
- 2008 : Mixdown 2008 (Sony)
- 2008 : Sun Factory 9 (Sony)
- 2008 : Most Wanted 2008 (Sony)
- 2009 : Mixdown 2009 (Sony)
- 2009 : Sun Factory 10 (Sony)
- 2009 : Most Wanted Of 2009 (Sony)
- 2010 : Mixdown 2010 (Sony)
- 2010 : Sun Factory 11 (Sony)
- 2010 : Live @ 1234 (Sony)
- 2011 : Mixdown 2011 (Universal Music)
- 2011 : Summer Anthems 2011 (Universal Music)
- 2011 : Clubland (Universal Music)
- 2012 : Mixdown 2012 (Universal Music)
- 2012 : Summer Anthems 2012 (Universal Music)
- 2012 : Clubland Vol. 2 (Universal Music)
- 2013 : Mixdown 2013 (Universal Music)
- 2013 : Summer Anthems 2013 (Universal Music)
- 2013 : MC Mario's Rewind (Universal Music)
- 2014 : Mixdown 2014 (Universal Music)
- 2014 : Summer Anthems 2014 (Universal Music)
- 2015 : Mixdown 2015 (Universal Music)
- 2017 : Summer Anthems 2017 ((Universal Music))
- 2018 : Summer Anthems 2018 (Universal Music)